# Barbara Raggl
Barbara Raggl (ur. 11 czerwca 1975 w Arzl im Pitztal) – austriacka narciarka alpejska, czterokrotna medalistka mistrzostw świata juniorów.

## Kariera
Pierwszy raz na arenie międzynarodowej Barbara Raggl pojawiła się w 1992 roku, startując na mistrzostwach świata juniorów w Mariborze. Jej najlepszym wynikiem było tam czwarte miejsce w zjeździe, w którym walkę o podium przegrała z Rosjanką Swietłaną Nowikową o 0,09 sekundy. Podczas rozgrywanych rok później mistrzostw świata juniorów w Montecampione wywalczyła srebrny medal w kombinacji, rozdzielając na podium Włoszkę Morenę Gallizio i Mélanie Turgeon z Kanady. Najlepsze wyniki osiągnęła jednak na mistrzostwach świata juniorów w Lake Placid w 1994 roku, gdzie zdobyła trzy medale. Najpierw zajęła trzecie miejsce w gigancie, plasując się za Turgeon i Karin Roten ze Szwajcarii. Dzień później zdobyła srebrny medal w slalome, przegrywając tylko z Francuzką Laure Pequegnot. Ponadto zajęła drugie miejsce w kombinacji, w której ponownie uległa tylko Mélanie Turgeon.
W zawodach Pucharu Świata zadebiutowała 5 stycznia 1993 roku w Mariborze, gdzie zajęła osiemnaste miejsce w gigancie. Tym samym już w swoim debiucie wywalczyła pierwsze pucharowe punkty. Nigdy nie stanęła na podium zawodów pucharowych, najwyższą lokatę uzyskała 10 stycznia 1993 roku w Cortinie d’Ampezzo, gdzie giganta ukończyła na szesnastej pozycji. Najlepsze wyniki osiągała w sezonie 1992/1993, kiedy zajęła 94. miejsce w klasyfikacji generalnej. Nie startowała na mistrzostwach świata ani igrzyskach olimpijskich. W 1999 roku zakończyła karierę.

## Osiągnięcia

### Mistrzostwa świata juniorów
| Miejsce | Dzień     | Rok  | Miejscowość   | Konkurencja | Czas biegu  | Strata  | Zwyciężczyni    |
| ------- | --------- | ---- | ------------- | ----------- | ----------- | ------- | --------------- |
| 4.      | 25 lutego | 1992 | Maribor       | Zjazd       | 1:21,68 min | +0,70 s | Céline Dätwyler |
| 12.     | 29 lutego | 1992 | Maribor       | Slalom      | 1:17,03 min | +2,01 s | Urška Hrovat    |
| 11.     | 4 marca   | 1993 | Montecampione | Slalom      | 1:16,22 min | +3,02 s | Morena Gallizio |
| 6.      | 5 marca   | 1993 | Montecampione | Supergigant | 1:39,23 min | +1,51 s | Isolde Kostner  |
| 26.     | 7 marca   | 1993 | Montecampione | Gigant      | 2:06,03 min | +0,82 s | Karin Roten     |
| 2.      | 7 marca   | 1993 | Montecampione | Kombinacja  | ?           | ?       | Morena Gallizio |
| 6.      | 9 marca   | 1994 | Lake Placid   | Zjazd       | 1:27,50 min | +0,83 s | Mélanie Suchet  |
| 8.      | 11 marca  | 1994 | Lake Placid   | Supergigant | 1:23,29 min | +2,51 s | Hilde Gerg      |
| 3.      | 13 marca  | 1994 | Lake Placid   | Gigant      | 2:19,29 min | +1,32 s | Mélanie Turgeon |
| 2.      | 15 marca  | 1994 | Lake Placid   | Slalom      | 1:16,22 min | +1,07 s | Laure Pequegnot |
| 2.      | 15 marca  | 1994 | Lake Placid   | Kombinacja  | ?           | ?       | Mélanie Turgeon |

### Puchar Świata

#### Miejsca w klasyfikacji generalnej
- sezon 1992/1993: 94.

#### Miejsca na podium
Raggl nigdy nie stanęła na podium zawodów PŚ.